# Frits Korthals Altes
Frederik (Frits) Korthals Altes (Amsterdam, 15 mei 1931 – Rotterdam, 19 februari 2025) was een Nederlands politicus van de Volkspartij voor Vrijheid en Democratie (VVD) en jurist. Korthals Altes was partijvoorzitter van de VVD van 1975 tot 1981 en minister van Justitie in de kabinetten-Lubbers I en II van 1982 tot 1989. Hij was later lid van de Eerste Kamer van 1991 tot 2001 en aldaar fractievoorzitter van 1995 tot 1997 en voorzitter van 1997 tot 2001. In 2001 werd hij benoemd tot minister van staat.

## Levensloop
Korthals Altes volgde lager onderwijs aan de Openluchtschool te Amsterdam van september 1937 tot juli 1943. Na het behalen van het diploma gymnasium-A (deels aan het Barlaeus Gymnasium te Amsterdam, deels aan het Murmelliusgymnasium te Alkmaar) studeerde hij rechten aan de Rijksuniversiteit Leiden waar hij lid werd van LSV Minerva. Op 2 april 1950 werd hij Remonstrants. Hij behaalde zijn doctoraal examen Nederlands recht in 1957 waarna hij als advocaat werkzaam was in Rotterdam. Van 1975 tot 1981 was hij voorzitter van de VVD en van 1981 tot 1982 lid van de Eerste Kamer der Staten-Generaal.
Van 4 november 1982 tot 7 november 1989 was hij minister van Justitie in het eerste en tweede kabinet-Lubbers. In 1985 stelde hij als minister voor seks met jongeren vanaf twaalf jaar te legaliseren. Tevens vervulde hij in 1986 na het overlijden van minister Koos Rietkerk enige weken de functie van minister van Binnenlandse Zaken.
Van 1989 tot 1991 was hij lid van de Tweede Kamer en aansluitend lid van de Eerste Kamer der Staten-Generaal, sinds 1997 als voorzitter. Tussen 1990 tot 1996 was hij wederom actief als advocaat in Rotterdam. Korthals Altes werd na zijn afscheid als lid en voorzitter van de Eerste Kamer op 26 oktober 2001 benoemd tot minister van staat. Hij bekleedde tal van bestuursfuncties en commissariaten.
Op 15 april 2003 werd hij door de Koningin benoemd tot informateur, samen met Rein Jan Hoekstra. Hun opdracht was de mogelijkheden te onderzoeken van een meerderheidskabinet bestaande uit CDA, VVD en één of meer andere partijen. Ze slaagden erin om D66 over te halen aan deze coalitie deel te nemen, de eerste keer dat D66 deelnam aan een centrumrechts kabinet.

## Persoonlijk
Korthals Altes was een telg uit het in het Nederland's Patriciaat opgenomen geslacht Altes. Hij was de zoon van mr. Everhard Korthals Altes (1898-1981), raadsheer in de Hoge Raad der Nederlanden, en Mary s'Jacob (1903-2007), oud-lid van het hoofdbestuur van de Vereniging Tesselschade-Arbeid Adelt te Amsterdam en telg uit het geslacht s'Jacob. 
Korthals Altes was tweemaal getrouwd. Uit zijn eerste huwelijk, dat uitliep op een echtscheiding, kreeg hij drie zonen. 
Korthals Altes overleed op 19 februari 2025 op 93-jarige leeftijd.
- Gemeinsame Normdatei: 1139394797
- International Standard Name Identifier: 0000 0003 9686 1683
- Library of Congress Control Number: n2018005107
- Nederlandse Thesaurus van Auteursnamen: 069975507
- Parlement.com: vg09llmwu7y9
- Virtual International Authority File: 291917982
- WorldCat: E39PBJvmQ8YkGWFTF3pQGWyrv3